# إيرني دي فوس
إيرني دي فوس (بالإنجليزية: Ernie de Vos)‏ (و. 1941 – 2005 م) هو سائق فورمولا 1، ومهندس كندي، ولد في لاهاي، توفي في سانت بيترسبرغ، عن عمر يناهز 64 عاماً.
.